# The Outbreak
The Outbreak – debiutancki album studyjny angielskiego producenta muzycznego Zomboya, wydany 4 sierpnia 2014 roku przez Never Say Die Records. Promują go trzy single: „WTF!?”, „Survivors” i „Outbreak”.

## Lista utworów
1. „Nuclear” (Album Version) – 6:19
2. „Outbreak” (feat. Armanni Reign) – 3:30
3. „Airborne” – 5:30
4. „Beast in the Belly” – 3:23
5. „Skull ‘n’ Bones” – 3:53
6. „WTF!?” – 3:39
7. „Survivors” (feat. MUST DIE!) – 4:17
8. „Patient Zero” – 4:48
9. „Immunity” – 5:09
10. „Delirium” (feat. Rykka) – 5:54